# Colin Kleine-Bekel
Colin Noah Kleine-Bekel (* 24. Januar 2003 in Bielefeld) ist ein deutscher Fußballspieler.

## Karriere

### Verein
Nach seinen Anfängen in der Jugendabteilung des VfR Wellensiek und von Arminia Bielefeld wechselte er im Sommer 2015 in die Jugendabteilung von Borussia Dortmund. Für seinen Verein bestritt er 22 Spiele in der B-Junioren-Bundesliga, 13 Spiele in der A-Junioren-Bundesliga und acht Spiele in der Saison 2021/22 in der UEFA Youth League, bei denen ihm insgesamt neun Tore gelangen. Mit seinem Verein wurde er 2022 deutscher A-Jugend-Meister mit einem 2:1-Endspielsieg gegen Hertha BSC. Im Sommer 2022 wechselte er zur zweiten Mannschaft von Holstein Kiel in die Regionalliga Nord, kam aber auch zu seinem ersten Einsatz im Profibereich in der 2. Bundesliga, als er am 28. Mai 2023, dem letzten Spieltag, beim 5:1-Auswärtssieg gegen Hannover 96 in der 80. Spielminute für Timo Becker eingewechselt wurde.
Zur Saison 2023/24 rückte Kleine-Bekel fest in den Profikader auf. Im Sommer 2025 verließ er Kiel. Er wechselte zu Mit-Absteiger VfL Bochum und unterschrieb dort einen Vertrag bis 2028.

### Nationalmannschaft
Kleine-Bekel bestritt im Jahr 2018 ein Spiel für die U16 des DFB gegen die U16 des belgischen Fußballverbands. Im September 2023 kam er zu seinem ersten Einsatz in der U21-Nationalmannschaft.

## Erfolge
- Aufstieg in die Bundesliga: 2024 (Holstein Kiel)
- Deutscher A-Junioren-Meister: 2022 (Borussia Dortmund)
- Meister der A-Junioren-Bundesliga West: 2022 (Borussia Dortmund)